# Makarkinia adamsi
Makarkinia adamsi là một loài côn trùng trong họ Panfiloviidae thuộc bộ Neuroptera. Loài này được Martins-Neto miêu tả năm 1992.